# جهنده (فیلم ۱۹۹۱)
جهنده (فیلم 1991) (انگلیسی: Jumper) فیلمی در ژانر پورنوگرافی به کارگردانی چی چی لاریو است که در سال ۱۹۹۱ منتشر شد.